# Площадь Ленина (Гродно)
Площадь Ленина — одна из главных площадей центральной части Гродно. Площадь ограничена улицами Дзержинского, Ожешко и Социалистическая, с севера граничит с площадью Тизенгауза.

## История
Создана в 1980-х годах на месте частично засыпанного русла Городничанки, когда старая площадь Ленина (теперь Тизенгауза) была расширена более чем в два раза. В 1990-х площадь разделили. Старой части вернули имя Тизенгауза, а в новой части осталась площадь Ленина.

## Здания и сооружения
- № 2/1 — здание горсовета и горисполкома; здание бывшего Горкома КПБ ( 1971, арх. В. Давыдёнок)

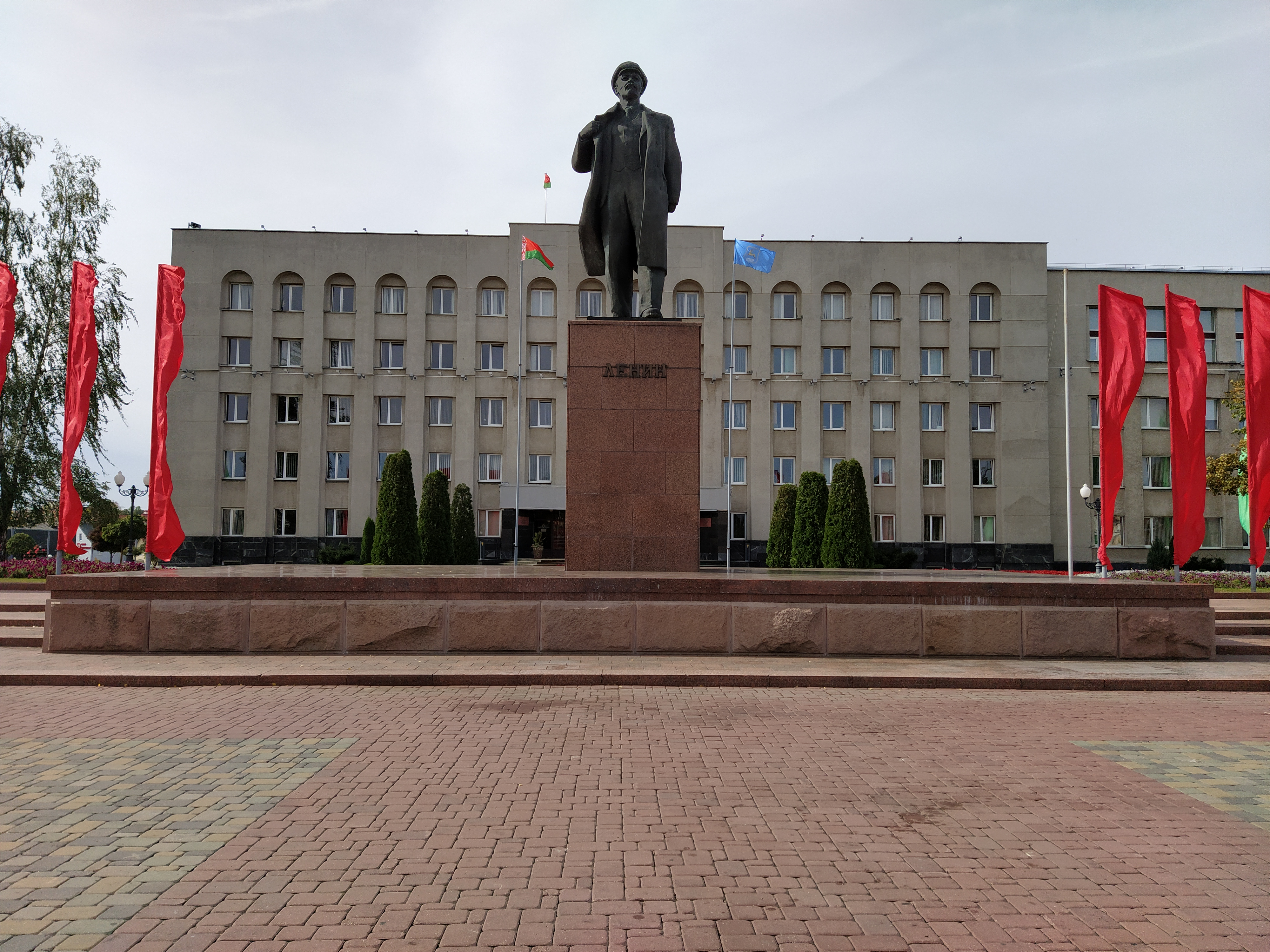
Памятник Ленину на площади

- Памятник В. И. Ленину